# پیوتر بایتلیک
پیوتر بایتلیک (لهستانی: Piotr Bajtlik؛ زادهٔ ۴ مارس ۱۹۸۲) بازیگر و صداپیشه اهل لهستان است. وی دانش‌آموختۀ آکادمی ملی هنرهای نمایشی الکساندر زلوروویچ در ورشو است.
از فیلم‌ها یا مجموعه‌های تلویزیونی که وی در آن‌ها نقش داشته است، می‌توان به ع چون عشق و خانه کشیش اشاره نمود.